# 479 (numero)
Quattrocentosettantanove (479) è il numero naturale dopo il 478 e prima del 480.

## Proprietà matematiche
- È un numero dispari.
- È un numero difettivo.
- È il 92º numero primo, dopo il 467 e prima del 487.
  - È un numero primo sicuro.
  - È un numero primo di Eisenstein.
- È un numero palindromo nel sistema di numerazione posizionale a base 8 (737).
- È un numero colombiano nel sistema numerico decimale.
- È un numero congruente.
- È parte della terna pitagorica (479, 114720, 114721).

## Astronomia
- 479 Caprera è un asteroide della fascia principale del sistema solare.
- NGC 479 è una galassia spirale della costellazione dei Pesci.

## Astronautica
- Cosmos 479 è un satellite artificiale russo.